# 袁崇友
袁崇友（16世紀—17世紀），字伯益，號太玉，廣東廣州府东莞县軍籍，明朝政治人物。同进士出身。

## 生平
十月初五日生，治礼记。萬曆十九年（1591年）辛卯科廣東乡试第四名举人，二十三年（1595年）乙未科进士，有朝贵重其才名，欲召致门下，许以馆选，崇友不往。吏部觀政，本年六月授福建南安縣知縣，南安很多势宦夺民产，上官莫能难，欲因以畀之。崇友径判与民，力为請，乡宦迁延时间，最后认为县令强项，卒不敢违抗。在任時请谒不行，屏谢交游，有以竿牍通者悉焚之。时倭寇告警，南安城墙岁久荒废，崇友夙具桢幹，鸠工修缮完工，翼然雄峙。有中使经过邑境，手下爪牙甚是盛凶，入县署若有所按状。崇友闲阁高卧，最终收敛行迹而去，人显其静。听断明决，每大疑大狱片言立剖，为忌者所中，萬曆三十年调望江。邑苦疲瘠，友至，闾间始有生色。治报最，三十四年迁南京刑部主事，乞归养亲。三十八年升郎中，三十九年改南京兵部职方司郎中，四十年六月擢南昌知府，四十一年告病辞官。天啓二年（1622年）起尚宝司丞，趣驾至潜山，歌陟屺之意而返。侍养二十年，孝友纯笃。著有《养老二十四章》、《读书十五則》、《春草堂诗文》。

## 家族
曾祖袁永業。祖袁宗會，累封奉政大夫雲南按察司佥事。父袁應文，布政司參議、前監察御史。母周氏，累封宜人。重庆下。弟崇祚（庠生）、崇靖、崇楚。娶张氏，继娶封氏。